# Льянерас, Жоан
Жоан Льянерас Россельо (исп. Joan Llaneras Rosselló, род. 17 февраля 1969 года  в Поррерасе, Мальорка) — испанский велогонщик, двукратный олимпийский чемпион (2000 и 2008) в гонке по очкам, двукратный серебряный призёр летних Олимпийских игр (2004 — гонка по очкам и 2008 — мэдисон). Семикратный чемпион мира (4 раза — гонка по очкам, 3 раза — мэдисон).
Первоначально Льянерас решил завершить карьеру в 2006 году, но в 2008 году вернулся и в возрасте 39 лет на Олимпиаде в Пекине выиграл золото в гонке по очкам, а вместе с Антонио Таулером впервые выиграл олимпийскую награду в мэдисоне — серебро. Льянерас — единственный двукратный олимпийский чемпион в гонке по очкам, виде, который вошёл в олимпийскую программу в 1984 году. На закрытии Олимпиады в Пекине Льянерасу было доверено нести флаг Испании.